# Pseudacanthicus spinosus
Pseudacanthicus spinosus (лат.) — вид лучепёрых рыб из семейства кольчужных сомов, обитающий в Южной Америке.

## Описание
Общая длина достигает 26 см. Голова широкая, уплощённая сверху. Глаза довольно большие, выпуклые. Имеются 2 пары коротких усиков. Челюсти короткие, образуют острый угол при их соединении. Зубы толстые и малочисленные. Туловище удлинённое, покрыто большим количеством острых шипиков. Спинной плавник довольно большой, широкий и длинный. Грудные плавники широкие с шипами, у самцов длиннее, чем у самок. Брюшные плавники удлиненные. Анальный плавник меньше брюшных. Жировой плавник маленький. Хвостовой плавник удлиненный, раздвоенный, с острыми кончиками.
Окраска оливково-бежевая или светло-серая с лиловым отливом и овальными пятнами шоколадного цвета на туловище и плавниках. Окраска может меняться в зависимости от места проживания.

## Образ жизни
Это агрессивная донная рыба. Предпочитает прозрачную воду, встречается в реках с медленным течением. Днём прячется под корягами, активна ночью. Питается мелкими беспозвоночными, водорослями, частицами древесины.

## Размножение
Нерест происходит в подготовленных укрытиях. Молодь растёт медленно.

## Распространение
Является эндемиком Бразилии. Обитает в бассейне Амазонки.